# Ministri degli affari esteri del Regno d'Italia
I ministri degli affari esteri del Regno d'Italia si sono avvicendati dal 1861 (proclamazione del Regno d'Italia) al 1946 (nascita della Repubblica Italiana).

## Lista
| Ministro       | Ministro         | Ministro                                              | Collocazione politica                     | Governo          | Mandato           | Mandato           |
| Ministro       | Ministro         | Ministro                                              | Collocazione politica                     | Governo          | Inizio            | Fine              |
| -------------- | ---------------- | ----------------------------------------------------- | ----------------------------------------- | ---------------- | ----------------- | ----------------- |
|                |                  | Camillo Benso, conte di Cavour (1810-1861)            | Destra storica                            | Cavour IV        | 17 marzo 1861     | 6 giugno 1861     |
|                |                  | Bettino Ricasoli (1809-1880)                          | Destra storica                            | Ricasoli I       | 12 giugno 1861    | 3 marzo 1862      |
|                |                  | Urbano Rattazzi (ad interim) (1808-1873)              | Sinistra storica                          | Rattazzi I       | 3 marzo 1862      | 31 marzo 1862     |
|                |                  | Giacomo Durando (1807-1894)                           | Militare                                  | Rattazzi I       | 31 marzo 1862     | 8 dicembre 1862   |
|                |                  | Giuseppe Pasolini (1815-1876)                         | Destra storica                            | Farini           | 8 dicembre 1862   | 24 marzo 1863     |
|                |                  | Emilio Visconti Venosta (1829-1914)                   | Destra storica                            | Minghetti I      | 24 marzo 1863     | 28 settembre 1864 |
|                |                  | Alfonso La Marmora (1804-1878)                        | Militare                                  | La Marmora II    | 28 settembre 1864 | 31 dicembre 1865  |
| La Marmora III | 31 dicembre 1865 | Alfonso La Marmora (1804-1878)                        | Militare                                  | 20 giugno 1866   |                   |                   |
|                |                  | Bettino Ricasoli (ad interim) (1809-1880)             | Destra storica                            | Ricasoli II      | 20 giugno 1866    | 28 giugno 1866    |
|                |                  | Emilio Visconti Venosta (1829-1914)                   | Destra storica                            | Ricasoli II      | 28 giugno 1866    | 10 aprile 1867    |
|                |                  | Federico Pescetto (ad interim) (1817-1882)            | Militare                                  | Rattazzi II      | 10 aprile 1867    | 12 aprile 1867    |
|                |                  | Pompeo di Campello (1803-1884)                        | Sinistra storica                          | Rattazzi II      | 12 aprile 1867    | 27 ottobre 1867   |
|                |                  | Luigi Federico Menabrea (1809-1896)                   | Destra storica                            | Menabrea I       | 27 ottobre 1867   | 5 gennaio 1868    |
| Menabrea II    | 5 gennaio 1868   | Luigi Federico Menabrea (1809-1896)                   | Destra storica                            | 13 maggio 1869   |                   |                   |
| Menabrea III   | 13 maggio 1869   | Luigi Federico Menabrea (1809-1896)                   | Destra storica                            | 14 dicembre 1869 |                   |                   |
|                |                  | Emilio Visconti Venosta (1829-1914)                   | Destra storica                            | Lanza            | 14 dicembre 1869  | 10 luglio 1873    |
| Minghetti II   | 10 luglio 1873   | Emilio Visconti Venosta (1829-1914)                   | Destra storica                            | 25 marzo 1876    |                   |                   |
|                |                  | Luigi Melegari (1805-1881)                            | Sinistra storica                          | Depretis I       | 25 marzo 1876     | 28 dicembre 1877  |
|                |                  | Agostino Depretis (1813-1887)                         | Sinistra storica                          | Depretis II      | 28 dicembre 1877  | 24 marzo 1878     |
|                |                  | Benedetto Cairoli (ad interim) (1825-1889)            | Sinistra storica                          | Cairoli I        | 24 marzo 1878     | 26 marzo 1878     |
|                |                  | Luigi Corti (1823-1888)                               | Sinistra storica                          | Cairoli I        | 26 marzo 1878     | 24 ottobre 1878   |
|                |                  | Benedetto Cairoli (1825-1889)                         | Sinistra storica                          | Cairoli I        | 24 ottobre 1878   | 19 dicembre 1878  |
|                |                  | Agostino Depretis (ad interim) (1813-1887)            | Sinistra storica                          | Depretis III     | 19 dicembre 1878  | 14 luglio 1879    |
|                |                  | Benedetto Cairoli (1825-1889)                         | Sinistra storica                          | Cairoli II       | 14 luglio 1879    | 25 novembre 1879  |
| Cairoli III    | 25 novembre 1879 | Benedetto Cairoli (1825-1889)                         | Sinistra storica                          | 29 maggio 1881   |                   |                   |
|                |                  | Pasquale Stanislao Mancini (1817-1888)                | Sinistra storica                          | Depretis IV      | 29 maggio 1881    | 25 maggio 1883    |
| Depretis V     | 25 maggio 1883   | Pasquale Stanislao Mancini (1817-1888)                | Sinistra storica                          | 30 marzo 1884    |                   |                   |
| Depretis VI    | 30 marzo 1884    | Pasquale Stanislao Mancini (1817-1888)                | Sinistra storica                          | 29 giugno 1885   |                   |                   |
|                |                  | Agostino Depretis (1813-1887)                         | Sinistra storica                          | Depretis VII     | 29 giugno 1885    | 6 ottobre 1885    |
|                |                  | Carlo Felice Nicolis di Robilant (1826-1888)          | Sinistra storica                          | Depretis VII     | 6 ottobre 1885    | 4 aprile 1887     |
|                |                  | Agostino Depretis (1813-1887)                         | Sinistra storica                          | Depretis VIII    | 4 aprile 1887     | 29 luglio 1887    |
|                |                  | Francesco Crispi (1818-1901)                          | Sinistra storica                          | Crispi I         | 29 luglio 1887    | 9 marzo 1889      |
| Crispi II      | 9 marzo 1889     | Francesco Crispi (1818-1901)                          | Sinistra storica                          | 6 febbraio 1891  |                   |                   |
|                |                  | Antonio Starabba di Rudinì (1839-1908)                | Partito Liberale Costituzionale           | Di Rudinì I      | 6 febbraio 1891   | 15 maggio 1892    |
|                |                  | Benedetto Brin (1833-1898)                            | Sinistra storica                          | Giolitti I       | 15 maggio 1892    | 15 dicembre 1893  |
|                |                  | Alberto Blanc (1835-1904)                             | Sinistra storica                          | Crispi III       | 15 dicembre 1893  | 14 giugno 1894    |
| Crispi IV      | 14 giugno 1894   | Alberto Blanc (1835-1904)                             | Sinistra storica                          | 10 marzo 1896    |                   |                   |
|                |                  | Onorato Caetani di Sermoneta (1842-1917)              | Partito Liberale Costituzionale           | Di Rudinì II     | 10 marzo 1896     | 15 luglio 1896    |
|                |                  | Emilio Visconti Venosta (1829-1914)                   | Partito Liberale Costituzionale           | Di Rudinì III    | 15 luglio 1896    | 14 dicembre 1897  |
| Di Rudinì IV   | 14 dicembre 1897 | Emilio Visconti Venosta (1829-1914)                   | Partito Liberale Costituzionale           | 1º giugno 1898   |                   |                   |
|                |                  | Raffaele Cappelli (1848-1921)                         | Partito Liberale Costituzionale           | Di Rudinì V      | 1º giugno 1898    | 29 giugno 1898    |
|                |                  | Felice Napoleone Canevaro (1838-1926)                 | Militare                                  | Pelloux I        | 29 giugno 1898    | 14 maggio 1899    |
|                |                  | Emilio Visconti Venosta (1829-1914)                   | Partito Liberale Costituzionale           | Pelloux II       | 14 maggio 1899    | 24 giugno 1900    |
| Saracco        | 24 giugno 1900   | Emilio Visconti Venosta (1829-1914)                   | Partito Liberale Costituzionale           | 15 febbraio 1901 |                   |                   |
|                |                  | Giulio Prinetti (1851-1908)                           | Partito Liberale Costituzionale           | Zanardelli       | 15 febbraio 1901  | 9 febbraio 1903   |
|                |                  | Enrico Morin (1841-1910)                              | Militare                                  | Zanardelli       | 9 febbraio 1903   | 3 novembre 1903   |
|                |                  | Tommaso Tittoni (1855-1931)                           | Partito Liberale Costituzionale           | Giolitti II      | 3 novembre 1903   | 12 marzo 1905     |
| Tittoni        | 12 marzo 1905    | Tommaso Tittoni (1855-1931)                           | Partito Liberale Costituzionale           | 27 marzo 1905    |                   |                   |
|                |                  | Alessandro Fortis (1841-1909)                         | Sinistra storica                          | Fortis I         | 27 marzo 1905     | 24 dicembre 1905  |
|                |                  | Antonino Paternò-Castello di San Giuliano (1852-1914) | Sinistra storica                          | Fortis II        | 24 dicembre 1905  | 8 febbraio 1906   |
|                |                  | Francesco Guicciardini (1851-1915)                    | Sinistra storica                          | Sonnino I        | 8 febbraio 1906   | 29 maggio 1906    |
|                |                  | Tommaso Tittoni (1855-1931)                           | Partito Liberale Costituzionale           | Giolitti III     | 29 maggio 1906    | 10 dicembre 1909  |
|                |                  | Francesco Guicciardini (1851-1915)                    | Sinistra storica                          | Sonnino II       | 10 dicembre 1909  | 31 marzo 1910     |
|                |                  | Antonino Paternò-Castello di San Giuliano (1852-1914) | Unione Liberale                           | Luzzatti         | 31 marzo 1910     | 29 marzo 1911     |
| Giolitti IV    | 29 marzo 1911    | Antonino Paternò-Castello di San Giuliano (1852-1914) | Unione Liberale                           | 21 marzo 1914    |                   |                   |
| Salandra I     | 21 marzo 1914    | Antonino Paternò-Castello di San Giuliano (1852-1914) | Unione Liberale                           | 16 ottobre 1914  |                   |                   |
| Salandra I     |                  |                                                       | Antonio Salandra (ad interim) (1853-1931) | Unione Liberale  | 17 ottobre 1914   | 5 novembre 1914   |
|                |                  | Sidney Sonnino (1847-1922)                            | Unione Liberale                           | Salandra II      | 5 novembre 1914   | 18 giugno 1916    |
| Boselli        | 18 giugno 1916   | Sidney Sonnino (1847-1922)                            | Unione Liberale                           | 30 ottobre 1917  |                   |                   |
| Orlando        | 30 ottobre 1917  | Sidney Sonnino (1847-1922)                            | Unione Liberale                           | 23 giugno 1919   |                   |                   |
|                |                  | Tommaso Tittoni (1855-1931)                           | Unione Liberale                           | Nitti I          | 23 giugno 1919    | 25 novembre 1919  |
|                |                  | Vittorio Scialoja (1856-1933)                         | Unione Liberale                           | Nitti I          | 26 novembre 1919  | 21 maggio 1920    |
| Nitti II       | 21 maggio 1920   | Vittorio Scialoja (1856-1933)                         | Unione Liberale                           | 15 giugno 1920   |                   |                   |
|                |                  | Carlo Sforza (1872-1952)                              | Indipendente                              | Giolitti V       | 21 maggio 1920    | 4 luglio 1921     |
|                |                  | Ivanoe Bonomi (ad interim) (1873-1951)                | Partito Socialista Riformista Italiano    | Bonomi I         | 4 luglio 1921     | 7 luglio 1921     |
|                |                  | Pietro Tomasi della Torretta (1873-1962)              | Indipendente                              | Bonomi I         | 7 luglio 1921     | 26 febbraio 1922  |
|                |                  | Carlo Schanzer (1865-1953)                            | Partito Liberale Italiano                 | Facta I          | 26 febbraio 1922  | 1º agosto 1922    |
| Facta II       | 1º agosto 1922   | Carlo Schanzer (1865-1953)                            | Partito Liberale Italiano                 | 31 ottobre 1922  |                   |                   |
|                |                  | Benito Mussolini (ad interim) (1883-1945)             | Partito Nazionale Fascista                | Mussolini        | 31 ottobre 1922   | 12 settembre 1929 |
|                |                  | Dino Grandi (1895-1988)                               | Partito Nazionale Fascista                | Mussolini        | 12 settembre 1929 | 20 luglio 1932    |
|                |                  | Benito Mussolini (ad interim) (1883-1945)             | Partito Nazionale Fascista                | Mussolini        | 20 luglio 1932    | 11 giugno 1936    |
|                |                  | Galeazzo Ciano (1903-1943)                            | Partito Nazionale Fascista                | Mussolini        | 11 giugno 1936    | 6 febbraio 1943   |
|                |                  | Benito Mussolini (ad interim) (1883-1945)             | Partito Nazionale Fascista                | Mussolini        | 6 febbraio 1943   | 25 luglio 1943    |
|                |                  | Raffaele Guariglia (1889-1970)                        | Indipendente                              | Badoglio I       | 28 luglio 1943    | 11 febbraio 1944  |
|                |                  | Pietro Badoglio (ad interim) (1871-1956)              | Militare                                  | Badoglio I       | 11 febbraio 1944  | 17 aprile 1944    |
| Badoglio II    | 17 aprile 1944   | Pietro Badoglio (ad interim) (1871-1956)              | Militare                                  | 18 giugno 1944   |                   |                   |
|                |                  | Ivanoe Bonomi (1873-1951)                             | Partito Democratico del Lavoro            | Bonomi II        | 18 giugno 1944    | 10 dicembre 1944  |
|                |                  | Alcide De Gasperi (1881-1954)                         | Democrazia Cristiana                      | Bonomi III       | 10 dicembre 1944  | 19 giugno 1945    |
| Parri          | 19 giugno 1945   | Alcide De Gasperi (1881-1954)                         | Democrazia Cristiana                      | 10 dicembre 1945 |                   |                   |
| De Gasperi I   | 10 dicembre 1945 | Alcide De Gasperi (1881-1954)                         | Democrazia Cristiana                      | 14 luglio 1946   |                   |                   |